# 晶闪蝶
晶闪蝶（學名：Morpho godarti），又称晶白闪蝶，是一种分布于秘鲁和玻利维亚的新热带蝴蝶。

## 词源
这种蝴蝶以法国昆虫学家让·巴蒂斯特·戈达尔 (Jean Baptiste Godart) 的名字命名。